# Nikolay Tzvetkov
Nikolay Tzvetkov ist ein bulgarischer Mathematiker, der sich mit nichtlinearen Partiellen Differentialgleichungen befasst. Er ist Professor an der Universität Cergy-Pontoise. 
Tzvetkov wurde 1999 an der Universität Paris XI bei Jean-Claude Saut promoviert (Sur le problème de Cauchy pour des équations de type KP).
Er arbeitete unter anderem mit Nicolas Burq und Patrick Gérard zusammen und befasste sich unter anderem mit der nichtlinearen Schrödingergleichung, (Solitonen-)Gleichungen für Wasserwellen, der KP-Gleichung und der Burgers-Gleichung. Mit Burq arbeitete er unter anderem über Wellengleichungen bei zufällig gewählten Anfangsbedingungen.
Er sollte nicht mit dem russischen Oligarchen Nikolai Tsvetkov (* 1960) verwechselt werden oder dem gleichnamigen bulgarischen Fußballspieler.

## Schriften
- mit Nicolas Burq und Patrick Gérard: An instability property of the nonlinear Schrödinger equation on {\displaystyle S^{d}}. In: Mathematical Research Letters. Bd. 9, Nr. 3, 2002, S. 323–336, doi:10.4310/MRL.2002.v9.n3.a8.
- mit Nicolas Burq und Patrick Gérard: Bilinear eigenfunction estimates and the nonlinear Schrödinger equation on surfaces. In: Inventiones Mathematicae. Bd. 159, Nr. 1, 2005, S. 187–223, doi:10.1007/s00222-004-0388-x.
- mit Nicolas Burq und Patrick Gérard: On nonlinear Schrödinger equations in exterior domains. In: Annales de l'Institut Henri Poincaré. Serie C: Non Linear Analysis. Bd. 21, Nr. 3, 2004, S. 295–318, doi:10.1016/j.anihpc.2003.03.002.
- mit Nicolas Burq: Random data Cauchy theory for supercritical wave equations I: Local theory. In: Inventiones Mathematicae. Bd. 173, Nr. 3, 2008, 449–475, doi:10.1007/s00222-008-0124-z.
- mit Nicolas Burq: Random data Cauchy theory for supercritical wave equations II: A global existence result. In: Inventiones Mathematicae. Bd. 173, Nr. 3, 2008, 477–496, doi:10.1007/s00222-008-0123-0.
- mit Nicolas Burq und Patrick Gérard: Strichartz inequalities and the nonlinear Schrödinger equation on compact manifolds. In: American Journal of Mathematics. Bd. 126, Nr. 3, 2004, S. 569–605, JSTOR:40067950.
- On the long time behavior of KdV type equations. In: Séminaire Bourbaki. Exposés. Bd. 46, 2003/2004, S. 219–248, online.